# حداکثرگرایی کتاب مقدس
حداکثرگرایی کتاب مقدس (انگلیسی: Biblical maximalism) جنبشی است در پژوهش کتاب مقدس که بر خلاف ساده‌گرایی کتاب مقدس، اصالت تاریخی روایات مرکزی کتاب مقدس مانند روایت‌های مربوط به اصالت تاریخی پادشاهی اسرائیل (پادشاهی متحد)، و اصالت تاریخی اسرائیل باستان به عنوان یک کل را تأیید می‌کند. به دلیل تفاوت بین کتاب مقدس و یافته‌های باستان‌شناسی قرن ۱۹ و ۲۰، بین این دو گروه از مفسران کتاب مقدس اختلاف وجود دارد: حداکثرگرایان کتاب مقدس استدلال می‌کنند که قبل از یهودیت اسیران یهودی در بابل (دوره ای که قرن ششم قبل از میلاد را در بر می‌گیرد)، کتاب مقدس منبع تاریخی دقیقی است و باید بر نتایج حاصل از مطالعات باستان‌شناسی تأثیر بگذارد. در حالی که مینیمالیست‌های کتاب مقدس ادعا می‌کنند که کتاب مقدس باید به عنوان داستان خوانده شود، مگر اینکه خلاف آن توسط یافته‌های باستان‌شناسی ثابت شود، و نباید در مطالعات سکولار مورد توجه قرار گیرد.